# Оценка программ
Оценка программ (англ. program evaluation) — аналитический инструмент или процедура, предназначенная для измерения прямых эффектов, результативности и долгосрочных последствий реализации государственных программ, отраслевых политик, оценки воздействия, а также программ развития, проектов некоммерческого сектора, корпоративных программ. Процесс оценки программ — оценочное исследование, использующее экономические, социологические, политологические методы в соответствии с соответветствующими для определённой области стандартами («руководящими принципами») национальных и международных обществ по оценке. Различают конкретные направления: оценка регулирующего воздействия, оценка воздействия на конкуренцию, оценка воздействия на окружающую среду, оценка эффективности научных организаций и так далее, и для каждого из них могут использоваться специфические подходы.
В отличие от аудита, нацеленного, как правило, на проверку соблюдения общих требований и достижения количественных показателей, оценка предполагает в качестве результата всесторонние выводы об эффективности программ (и может включать аудит как составляющую процесса оценки).